# Ново Кусонє
Ново Кусонє (хорв. Novo Kusonje) — населений пункт у Хорватії, у Вировитицько-Подравській жупанії у складі громади Вочин.

## Населення
Населення за даними перепису 2011 року становило 22 осіб.
Динаміка чисельності населення поселення:

## Клімат
Середня річна температура становить 10,95 °C, середня максимальна – 25,15 °C, а середня мінімальна – -5,55 °C. Середня річна кількість опадів – 791 мм.
| Клімат поселення                              | Клімат поселення | Клімат поселення | Клімат поселення | Клімат поселення | Клімат поселення | Клімат поселення | Клімат поселення | Клімат поселення | Клімат поселення | Клімат поселення | Клімат поселення | Клімат поселення | Клімат поселення |
| Показник                                      | Січ.             | Лют.             | Бер.             | Квіт.            | Трав.            | Черв.            | Лип.             | Серп.            | Вер.             | Жовт.            | Лист.            | Груд.            |                  |
| Середній максимум, °C                         | 7,18             | 8,67             | 13,15            | 17,19            | 22,03            | 25,15            | 24,03            | 23,48            | 19,52            | 14,92            | 9,26             | 5,00             |                  |
| Середня температура, °C                       | 0,80             | 2,30             | 6,79             | 10,82            | 15,67            | 18,79            | 20,69            | 20,14            | 16,20            | 11,55            | 5,92             | 1,68             |                  |
| Середній мінімум, °C                          | −5,55            | −4,05            | 0,43             | 4,46             | 9,31             | 12,43            | 17,36            | 16,78            | 12,85            | 8,21             | 2,58             | −1,69            |                  |
| Норма опадів, мм                              | 48               | 43               | 50               | 63               | 75               | 94               | 73               | 78               | 65               | 67               | 76               | 59               |                  |
| Середньомісячна швидкість вітру, м/с          | 2.16             | 2.41             | 2.71             | 2.60             | 2.35             | 2.19             | 2.10             | 1.90             | 1.95             | 2.01             | 2.13             | 2.20             |                  |
| Середньомісячна сонячна радіація, кДж/м²·день | 4160             | 6954             | 10784            | 15222            | 19389            | 21465            | 22290            | 19860            | 14645            | 9134             | 4734             | 3497             |                  |
| --------------------------------------------- | ---------------- | ---------------- | ---------------- | ---------------- | ---------------- | ---------------- | ---------------- | ---------------- | ---------------- | ---------------- | ---------------- | ---------------- | ---------------- |
| Джерело:                                      |                  |                  |                  |                  |                  |                  |                  |                  |                  |                  |                  |                  |                  |